# Bartha Károly (úszó)
Bartha Károly (Budapest, 1907. november 4. – Boston, 1991. február 4.) olimpiai bronzérmes úszó.
Sportolói pályafutását labdarúgóként és atlétaként kezdte, de 1922-ben egy versenyen felfedezték úszótehetségét és ekkor az NSC (Nemzeti Sport Club) úszója lett. Elsősorban hátúszásban volt eredményes, de két alkalommal tagja volt az NSC gyorsváltó bajnokcsapatának is. 1922 és 1927 között négyszer szerepelt a magyar válogatottban. Az 1924. évi párizsi olimpián 100 méteres hátúszásban a harmadik helyen végzett. Az első úszó Európa-bajnokságon, Budapesten a második helyet szerezte meg. Az ekkor már elterjedt technikával, váltott karral úszott. Három alkalommal döntötte meg a 100 méteres hátúszás országos csúcsát (legjobb eredménye 1:15,4).
A magyar úszósport ígéretes tehetsége volt, de 1927-ben megélhetési gondjai miatt felhagyott az aktív sportolással. Először Olaszországban telepedett le, ahol artistaként működött, majd 1962-ben kivándorolt az Amerikai Egyesült Államokba, ahol a bostoni Csárdás nevű éttermet vezette.

## Sporteredményei
- olimpiai 3. helyezett:
  - 1924, Párizs: 100 m hát (1:17,8)
- Európa-bajnoki 2. helyezett:
  - 1926, Budapest: 100 m hát (1:16)
- magyar bajnok:
  - 100 m hát: 1923, 1924, 1925
  - 4 × 200 m gyors: 1922, 1923
  - 3 × 100 m vegyes: 1925, 1926, 1927

## Rekordjai

### 100 méter hát
- 1:17,6 (1923. június 3., Budapest) országos csúcs (35 m)
- 1:16,2 (1923. június 17., Budapest) országos csúcs (35 m)
- 1:15,4 (1924. június 1., Budapest) országos csúcs (33 m)